# Edith Craig
Répertoire
A Pageant of Great Women
The Theatre of the Soul
The Great World Theatre
Back to Methuselah
Edith Ailsa Geraldine Craig (9 décembre 1869 – 27 mars 1947) est une directrice de théâtre, productrice, créatrice de costumes et militante pour le Women's Suffrage Movement en Angleterre.
Son engagement féministe, son activité de directrice de théâtre à une époque où les femmes ont un statut subalterne et enfin ses goûts lesbiens alors que l'homosexualité est aussi taboue que réprimée, ont valu à Edith Craig d'être un objet d'études dans le champ de l'histoire du théâtre et dans celui des études de genre,,.

## Biographie
Edith 'Edy' Craig est la fille illégitime de la grande actrice de théâtre Ellen Terry et de l'architecte et designer Edward William Godwin, ainsi que la sœur de l'homme de théâtre Edward Gordon Craig.

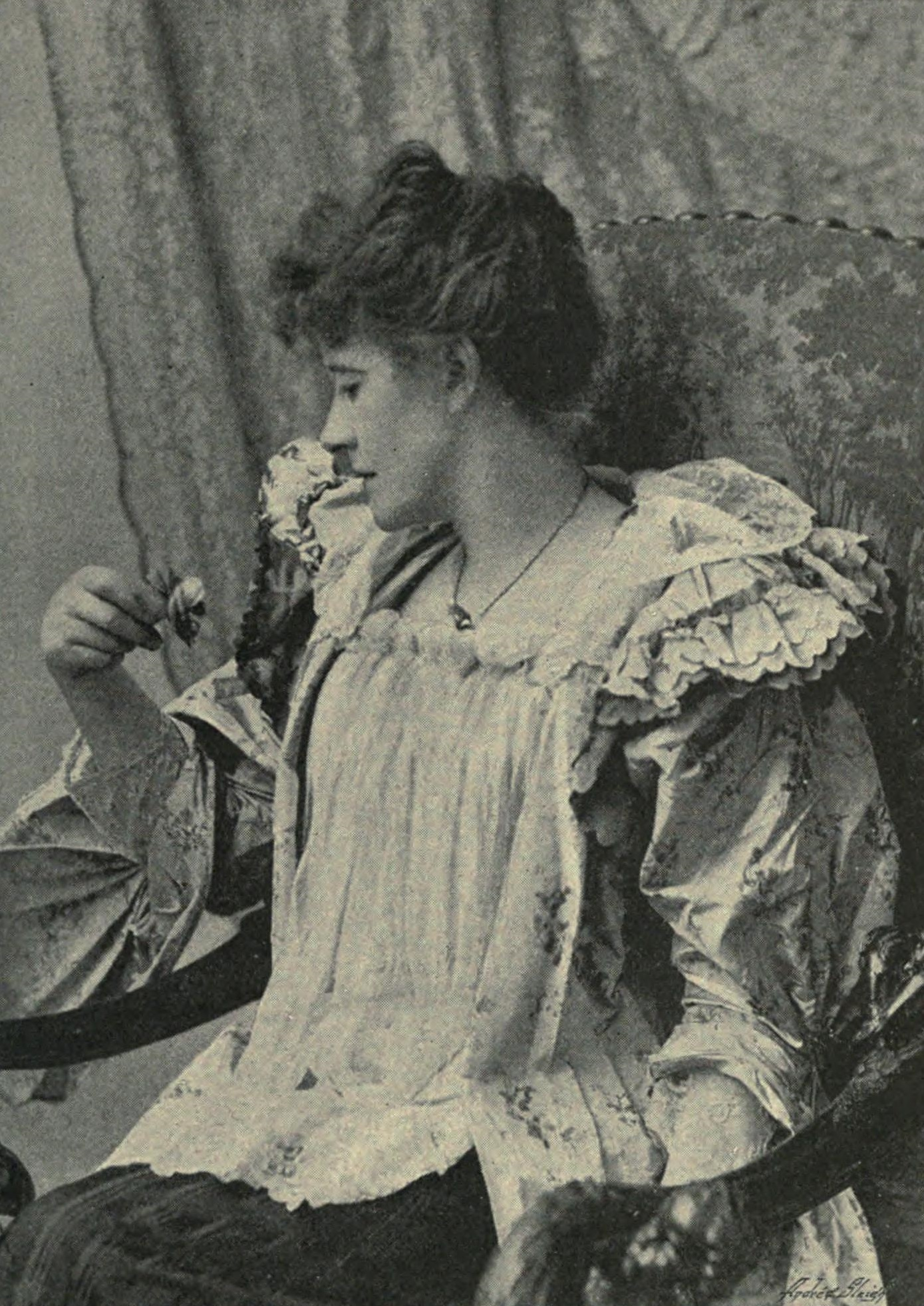
Portrait d'Ellen Terry, la mère d'Edith Craig

Elle a fait ses études à la Royal Academy of Music de Londres et a joué son premier rôle dans Olivia en 1878 au Royal Court Theatre. Elle rejoint la troupe théâtrale Lyceum Theatre à laquelle appartient Ellen Terry et travaille comme actrice et créatrice de costumes. Elle joue notamment dans The Bells (1895) de Henry Irving mais aussi dans Bygones d'Arthur Pinero et dans The Lyons Mail de Charles Reade. C'est toutefois moins pour ses talents d'actrice que de costumière que Craig est remarquée. En effet, ses costumes sont notamment loués pour leur grande véracité historique.
Craig a joué pour George Bernard Shaw et Henrik Ibsen avant qu'Irving ne lui demande de réaliser, en 1899, les costumes de son Robespierre. Cela la mène à monter sa propre entreprise en tant que costumière. À partir de cette période, elle vit avec la scénariste, écrivain et féministe Christabel Marshall, dite Christopher St. John. Par la suite, les deux femmes vivront un ménage à trois avec l'artiste femme Clare "Tony" Atwood, jusqu'à la mort de Craig en 1947.
C'est en réaction contre la société théâtrale majoritaire, la Stage Society, dominée par les hommes et sexiste, que Craig a fondé la société théâtrale The Pioneer Players, qui a existé entre 1911 et 1925. En effet, elle était lassée de se voir réduite au rôle de costumière alors qu'elle avait apporté une contribution fondamentale à la production de pièces telles que Where There is Nothing (1904) de William Butler Yeats. Craig a aussi été motivée par son implication dans l'Actresses' Franchise League et plus particulièrement par la mise en scène de A Pageant of Great Women avec le concours de l'écrivain, actrice et militante féministe Cicely Hamilton.
The Pioneer Players a été redécouverte depuis quelques décennies, et on la range désormais parmi les troupes théâtrales expérimentales les plus remarquables en ce début de XXe siècle. Basée à Londres, The Pioneer Players soutient un théâtre expérimental politique et féministe, prenant fait et cause pour le droit de vote des femmes et les réformes sociales. Elle produit notamment des pièces ayant été censurées. Pour échapper à la censure, la troupe se constitue d'ailleurs en association privée, ou play-producing society, modèle qui sera ensuite repris par tout le mouvement de la "scène libre". C'est principalement Edith Craig qui s'occupe de la mise en scène des pièces : elle simplifie les costumes et les décors pour privilégier l'expérimentation et les apports du théâtre d'avant-garde. Elle a notamment monté The Theatre of the Soul de Nicolas Evreïnoff en 1912, dont le texte avait été traduit par Christopher St. John. D'ailleurs la troupe est aussi précurseure en étant la première à monter en Angleterre des pièces d'auteurs étrangers tels que Paul Claudel, Torahiko Kori ou Tchekhov. Parmi les pièces féministes, la troupe propose The Surprise of His Life de Jess Dorynne en 1912, qui affirme le droit des femmes à être mère célibataires en dépit de l’opprobre social. Il y a aussi The First Actress, une pièce écrite par Christopher St. John, qui s'inspire de Margaret Hugues, première femme à avoir joué sur une scène londonienne, et à avoir de ce fait transgressé les interdits imposés aux femmes.
Par ailleurs, Edith Craig ne s'est pas contentée de créer et de promouvoir un théâtre féministe : elle a aussi beaucoup milité pour le droit de vote des femmes et soutenu le mouvement des suffragettes. Elle a été membre d'une dizaine de collectifs suffragistes. Elle a fait partie de Women's Freedom League (WFL) avec Teresa Billington-Greig, Elizabeth How-Martyn, Dora Marsden, Helena Normanton, Margaret Nevinson et Charlotte Despard. En 1910, elle a ouvert the International Suffrage Shop, une maison d'édition féministe et librairie, avec Sime Seruya, Ellen Terry et Cicely Hamilton à Londres, dans The Strand.
Dans les années 1920, elle a dirigé plusieurs pièces pour l'Everyman Theatre à Hampstead et a travaillé comme directrice artistique pour le Leeds Art Theatre. Durant cette période, elle met en scène The Great World Theatre (1924) d'Hugo von Hofmannsthal, la première mise en scène moderne de The White Devil (1925) de John Webster et Back to Methuselah (1930) de George Bernard Shaw.
En 1929, elle convertit une grange de l'époque élisabéthaine, à Small Hythe, Tenterden, Kent en théâtre, The Barn Theatre. Elle y monte chaque année des pièces de Shakespeare et y organise des festivals jusqu'en 1939.
Virginia Woolf se serait inspirée d'Edith Craig pour créer le personnage de Miss LaTrobe dans Entre les actes (1941),. Edith Craig, Christabel Marshall et Clare "Tony" Atwood faisaient d'ailleurs partie d'une communauté littéraire composée de femmes lesbiennes et bisexuelles : Virginia Woolf, Vita Sackville-West, Radclyffe Hall...

## Filmographie partielle
- 1916 : Her Greatest Performance de Fred Paul
- 1918 : God and the Man d'Edwin J. Collins
- 1918 : Victory and Peace' d'Herbert Brenon
- 1923 : Le Drame du Korosko (Fires of Fate) de Tom Terriss
- 1936 : L'Homme nu (Love on a Bet) de Leigh Jason